# Кардиналы-выборщики на Конклаве 1963 года
| Страна | Количество выборщиков |
| --- | --------------------- |
| Италия | 29                    |
| Франция | 8                     |
| Испания | 6                     |
| Соединённые Штаты Америки | 5                     |
| Бразилия, Германия | 3                     |
| Аргентина, Канада, Португалия | 2                     |
| Австралия, Австрия, Бельгия, Венесуэла, Индия, Ирландия, Китай, Колумбия, Мексика, Нидерланды, Перу, Польша, Сирия, Советский Союз, Танганьика, Уругвай, Филиппины, Чили, Шотландия, Эквадор, Япония | 1                     |

Следующие кардиналы-выборщики участвовали в Папском Конклаве 1963. Приводятся по географическим регионам (не языковыми группами, обычно используемыми во Вселенской Церкви), и в алфавитном порядке (неофициальный порядок предшествования, который не уместен на процедуре Конклава).
Только двое из этих восьмидесяти двух выборщиков, не участвовали в Конклаве: кардинал Йожеф Миндсенти (ограничен американским посольством в Будапеште) и кардинал Карлос Мария де Ла Торре (из-за преклонного возраста и плохого здоровья).
В Священной Коллегии кардиналов присутствовали следующие кардиналы-выборщики, назначенные:
- 8 — папой Пием XI;
- 29 — папой Пием XII;
- 45 — папой Иоанном XXIII.

## Римская Курия
1. Григорий-Пётр Агаджанян, префект Священной конгрегации Пропаганды Веры;
2. Хоакин Ансельмо Мария Альбареда-и-Рамонеда, OSB, бывший префект Ватиканской апостольской библиотеки;
3. Бенедетто Алоизи Мазелла, камерленго, префект Священной конгрегации дисциплины таинств;
4. Августин Беа, SJ, председатель Секретариата по содействию христианскому единству;
5. Франческо Браччи, бывший секретарь Священной конгрегации дисциплины таинств;
6. Валерио Валери, префект Священной конгрегации религиозных институтов;
7. Паоло Джоббе, датарий Его Святейшества;
8. Альберто ди Жорио, Председатель Папской комиссии по делам государства-града Ватикана;
9. Андре-Дамьен-Фердинанд-Жюльен, PSS, бывший декан Трибунала Священной Римской Роты;
10. Карло Конфалоньери, секретарь Священной консисторской конгрегации;
11. Сантьяго Копельо, Канцлер Апостольской канцелярии;
12. Карло Кьярло, бывший апостольский нунций в Бразилии;
13. Аркадио Мария Ларраона Саралеги, префект Священной конгрегации обрядов;
14. Паоло Марелла, архипресвитер Собора Святого Петра;
15. Франческо Морано, секретарь Трибунала апостольской сигнатуры;
16. Альфредо Оттавиани, секретарь Верховной Священной конгрегации Священной канцелярии;
17. Джузеппе Пиццардо, префект Священной конгрегации семинарий и университетов;
18. Франческо Роберти, префект Верховного трибунала апостольской сигнатуры;
19. Густаво Теста, префект Священной конгрегации по делам Восточных Церквей;
20. Эжен Тиссеран, декан Коллегии кардиналов, префект Священной конгрегации церемониала, бывший библиотекарь Ватиканской апостольской библиотеки, архивариус Ватиканских секретных архивов;
21. Луиджи Тралья, про-генеральный викарий Рима;
22. Джузеппе Ферретто, секретарь Священной коллегии кардиналов;
23. Уильям Хёрд, бывший декан Трибунала Священной Римской Роты;
24. Фернандо Ченто, великий пенитенциарий;
25. Амлето Чиконьяни, государственный секретарь Святого Престола, префект Священной конгрегации чрезвычайных церковных дел;
26. Пьетро Чириачи, префект Священной конгрегации Собора.

## Европа

### Италия
1. Ильдебрандо Антониутти, бывший апостольский нунций в Испании;
2. Антонио Баччи, титулярный архиепископ Колония Капподакийской;
3. Альфонсо Кастальдо, архиепископ Неаполя;
4. Джакомо Леркаро, архиепископ Болоньи;
5. Клементе Микара, вице-декан Священной Коллегии кардиналов, генеральный викарий Рима;
6. Джованни Баттиста Монтини, архиепископ Милана, (был избран и выбрал имя Павел VI);
7. Эрнесто Руффини, архиепископ Палермо;
8. Джузеппе Сири, архиепископ Генуи;
9. Джованни Урбани, патриарх Венеции.
10. Ефрем Форни, бывший апостольский нунций в Бельгии и Люксембурге;
11. Маурилио Фоссати, OSsCGN, архиепископ Турина.

### Франция
1. Пьер-Мари Жерлье, архиепископ Лиона;
2. Жозеф-Шарль Лефевр, архиепископ Буржа;
3. Ашиль Льенар, епископ Лилля;
4. Поль-Мари-Андре Ришо, архиепископ Бордо;
5. Клеман-Эмиль Рок, архиепископ Ренна;
6. Морис Фельтен, архиепископ Парижа.

### Испания
1. Бенхамин де Арриба-и-Кастро, архиепископ Таррагоны;
2. Хосе Мария Буэно-и-Монреаль, архиепископ Севильи
3. Фернандо Кирога-и-Паласиос, архиепископ Сантьяго-де-Компостелы;
4. Энрике Пла-и-Дениэль, архиепископ Толедо.

### Германия
1. Юлиус Дёпфнер, архиепископ Мюнхена и Фрайзинга;
2. Йозеф Фрингс, архиепископ Кёльна.

### Португалия
1. Мануэл Гонсалвиш Сережейра, патриарх Лиссабона;
2. Жозе да Кошта Нунеш, бывший архиепископ Гоа и Дамана.

### Австрия
1. Франц Кёниг, архиепископ Вены.

### Бельгия
1. Лео Сюненс, архиепископ Мехелена-Брюсселя.

### Венгрия
1. Йожеф Миндсенти, архиепископ Эстергома (отсутствовал).

### Ирландия
1. Майкл Браун, OP, Генеральный магистр ордена проповедников

### Нидерланды
1. Бернардус Йоханнес Алфринк, архиепископ Утрехта.

### Польша
1. Стефан Вышиньский, архиепископ Варшавы и Гнезно.

## Северная Америка

### США
1. Ричард Кушинг, архиепископ Бостона;
2. Джеймс Макинтайр, архиепископ Лос-Анджелеса;
3. Альберт Майер, архиепископ Чикаго
4. Джозеф Риттер, архиепископ Сент-Луиса;
5. Фрэнсис Спеллман, архиепископ Нью-Йорка.

### Канада
1. Поль-Эмиль Леже, PSS, архиепископ Монреаля;
2. Джеймс Макгиган, архиепископ Торонто.

### Мексика
1. Хосе Гариби-и-Ривера, архиепископ Гвадалахары.

## Южная Америка

### Бразилия
1. Жайме де Баррош Камара, архиепископ Сан-Себастьян-до-Рио-де-Жанейро;
2. Карлуш Кармелу де Вашконшелош Мотта, архиепископ Сан-Паулу;
3. Аугусту да Силва, архиепископ Сан-Салвадора-да-Баия.

### Аргентина
1. Антонио Каджиано, архиепископ Буэнос-Айреса.

### Венесуэла
1. Хосе Умберто Кинтеро Парра, архиепископ Каракаса.

### Колумбия
1. Луис Конча Кордоба, архиепископ Боготы.

### Перу
1. Хуан Ландасури Рикеттс, OFM, архиепископ Лимы.

### Уругвай
1. Антонио Барбьери, OFM Cap, архиепископ Монтевидео.

### Чили
1. Рауль Сильва Энрикес, архиепископ Сантьяго.

### Эквадор
1. Карлос де ла Торре, архиепископ Кито (отсутствовал).

## Азия

### Индия
1. Валериан Грасиас, архиепископ Бомбея.

### Китай
1. Фома Тянь Гэнсинь, SVD, архиепископ Пекина.

### Сирия
1. Игнатий Габриэль I Таппоуни, патриарх Антиохийский Сирийцев (кардинал Таппоуни родился в Мосуле, расположенный в современном Ираке).

### Филиппины
1. Руфино Сантос, архиепископ Манилы.

### Япония
1. Пётр Тацуо Дои, архиепископ Токио.

## Африка

### Танганьика
1. Лауреан Ругамбва, епископ Букобы.

## Океания

### Австралия
1. Норман Гилрой, архиепископ Сиднея.